# Ostchinesische Eisenbahn

Die Ostchinesische Eisenbahn

Die Ostchinesische Eisenbahn (russisch Китайско-Восточная железная дорога, КВЖД) (seit August 1945 – Chinesische Changchun-Eisenbahn, russisch Чанчуньская железная дорога, seit 1953 – Harbin-Eisenbahn), auch als Transmandschurische Eisenbahn bekannt, ist eine Eisenbahnmagistrale in Nordostchina. Sie verbindet Tschita mit Wladiwostok sowie Dalian-Lüshunkou (ehemals Port Arthur) und führt durch die historischen chinesischen Landschaften der Inneren Mongolei und Mandschurei.

## Geschichte
Die Ostchinesische Eisenbahn wurde von 1897 bis 1903 von Nikolai Swijagin als Teil der Transsibirischen Eisenbahn zwischen Tschita und Wladiwostok gebaut. Zu dieser Zeit gehörte die Mandschurei im Rahmen der von den westlichen Großmächten getragenen Politik der offenen Tür in China zum Einflussgebiet des Russischen Kaiserreichs. Die Finanzierung des Projekts erfolgte über die Russisch-Chinesische Bank, deren Vorstandsmitglied unter anderem ab 1899 Pjotr Bark (Sir Peter Bark) war, der spätere (letzte) zaristische Finanzminister.
Eine rasche Abfolge verschiedener Schwierigkeiten ließ die Baukosten in die Höhe schnellen: 1899 sowie 1901 brach Beulenpest und 1902 Cholera unter den Erbauern aus. 1900 schlossen sich die chinesischen Arbeiter dem Boxeraufstand an und zerstörten rund 700 Kilometer Strecke. Im Rahmen einer multinationalen Strafexpedition besetzten daraufhin russische Truppen das Gebiet. Nach der russischen Niederlage im Russisch-Japanischen Krieg verlor Russland ab 1905 für längere Zeit seinen Einfluss in Nordchina und baute eine vollständig auf russischem Territorium liegende neue Strecke der Transsibirischen Eisenbahn zwischen Tschita und Wladiwostok. Die Chinesische Ostbahn verlor damit erheblich an Bedeutung.
Erster Präsident der Ostchinesischen Eisenbahngesellschaft war der Diplomat Xu Jingcheng, der jedoch noch vor Inbetriebnahme der Strecke wegen seiner Rolle im Boxeraufstand zum Tode verurteilt und im Juli 1900 hingerichtet wurde. Die Geschäfte führte von 1903 bis 1919 der russische Generalleutnant Dmitri Leonidowitsch Horvat, doch von 1918 bis 1920 war das Gebiet der Eisenbahn von japanischen Interventionstruppen besetzt. Im Oktober 1920 ereignete sich bei Pogranitschny ein schwerer Eisenbahnunfall, als ein Postzug entgleiste, der von Wladiwostok nach Harbin unterwegs war. Einhundert Menschen sollen dabei ums Leben gekommen sein.

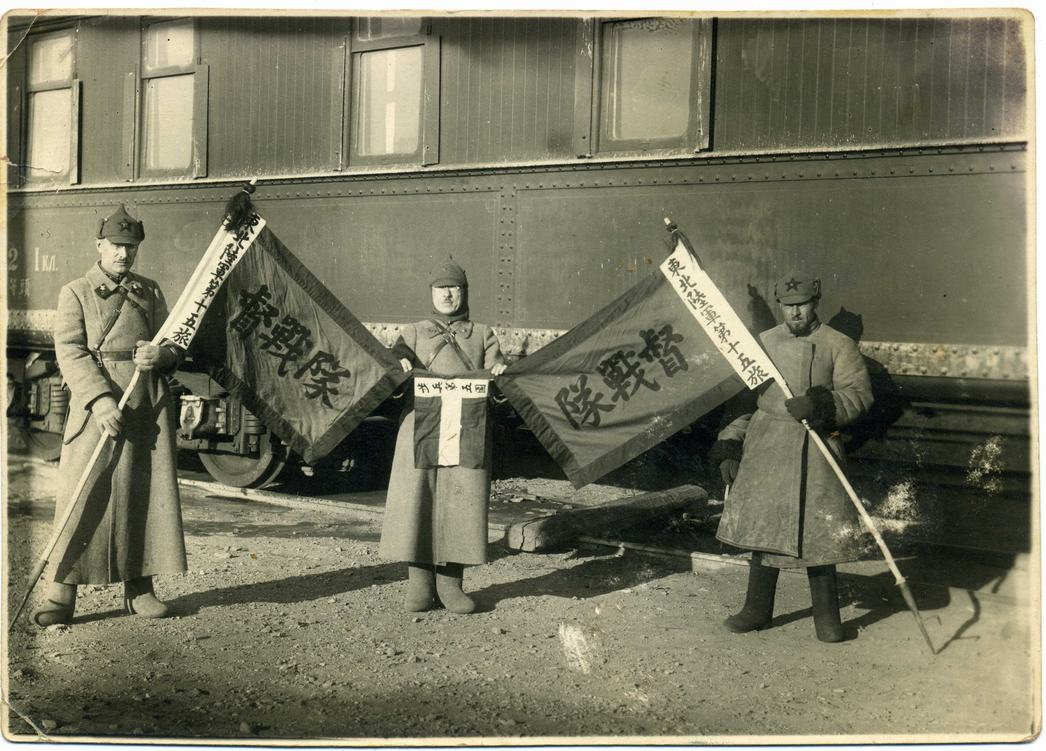
Soldaten der sowjetischen Roten Armee 1929 an der Ostchinesischen Eisenbahn mit erbeuteten chinesischen Truppenfahnen

Nach der Oktoberrevolution veröffentlichte die Regierung Sowjetrusslands am 25. Juli 1919 das sogenannte Karachan-Manifest, in welchem sie die „imperialistischen Ziele“ des Russischen Kaiserreiches in China verurteilte und auf sämtliche politischen Sonderrechte und Ansprüche der ehemaligen russischen Regierung gegenüber China verzichtete. Explizit wurde in diesem Dokument auch die Übergabe der Ostchinesischen Eisenbahn aufgeführt. Im Zuge der stalinistischen Expansionsbestrebungen in Nordchina musste Stalin kurze Zeit später zwar die Existenz dieser Verlautbarung bestätigen lassen, die sowjetische Regierung betonte aber nun gegenüber der chinesischen Regierung, dass in dem Manifest nichts von einer kostenlosen Übergabe der Bahnstrecke stehe.
In dieser Folge besetzte die Sowjetunion bis 1929 rund 67 Prozent aller Stationen der Ostchinesischen Eisenbahn, woraufhin am 17. August 1929 der sowjetisch-chinesische Grenzkrieg (russ. Конфликт на Китайско-Восточной железной дороге; Konflikt Chinesische Ostbahn) zwischen der sowjetischen Roten Armee und der Armee der Republik China ausbrach. Dieser Konflikt dauerte rund fünf Monate und erstreckte sich über die gesamte Mandschurei. Dabei verloren 2000 chinesische und 187 sowjetische Soldaten ihr Leben. Am 22. Dezember 1929 unterzeichneten die Chinesen in Chabarowsk einen Friedensvertrag. De jure wurde darin der Status quo ante von 1924 vereinbart, ergo der bestehende Grenzvertrag zwischen China und der Sowjetunion bestätigt. De facto gewann die Sowjetunion in China an Einfluss, der 1931 in der Gründung der Chinesischen Sowjetrepublik (1931–1934; Region Shaanxi) gipfelte.
Nach der Besetzung Nordchinas durch die Kwantung-Armee verkaufte die UdSSR 1935 die Ostchinesische Eisenbahn an Japans Marionettenstaat Mandschukuo, der unmittelbar an die Mongolische Volksrepublik, den Satellitenstaat der Sowjetunion, grenzte. Neuer Präsident der Bahn wurde Li Shaogeng. Die Regierung von Mandschukuo ließ innerhalb kürzester Zeit die ursprünglich in russischer Breitspur von 1.524 mm angelegte Strecke auf die in China übliche Normalspur von 1.435 mm umspuren.
Im Zuge der sowjetischen Invasion der Mandschurei erhob die Sowjetunion erneut Ansprüche und nahm die Ostchinesische Eisenbahn trotz chinesischer Proteste in Besitz. Mit der Unterzeichnung des Chinesisch-Sowjetischen Freundschaftsvertrags verzichtete die UdSSR auf ihre Sonderrechte in Nordchina und übergab am 14. Februar 1950 die Ostchinesische Eisenbahn endgültig an China, wobei sie Lüshunkou (ehemals Port Arthur) erst 1955 räumte und bis dahin die Strecke für Truppentransporte nutzte.